# 馬蒂·卡什
馬修·斯圖爾特·卡什（英語：Matthew Stuart Cash，1997年8月7日—），是一名波蘭職業足球員，司職右後衛。現效力英超球會阿斯頓維拉、波蘭國家足球隊。

## 球會生涯
卡什于2014年10月与诺丁汉森林签约，在位于毕萨姆庄园国民体育中心的FAB足球学院度过16个月后，卡什在韦康比流浪者队与其解约后加盟了FAB，起因是韦康比流浪者队遭遇了经济问题，迫使其U14青年队走向了解散的命运。
他在2016年3月4日租借加盟英乙联赛俱乐部达根汉姆后首次体验了职业足球赛事，这次租借期限仅为一个月。他于2016年3月12日球队3-1 战胜哈特尔浦的比赛中为球队攻入了首粒进球。
2016年8月5日，卡什与诺丁汉森林俱乐部签订了为期三年的合约，合約期限至2019年为止。他在一天后完成了代表球队的首秀，首发出场帮助球队4-3战胜伯顿。
卡什在赛季初期的表现为他赢得了赞誉，前诺丁汉森林队后卫肯尼·伯恩斯声称这位中场球员的表现让诺丁汉森林一些资历更老的球员都黯然失色。
然而，在2016年9月11日客场 2-2 战平阿斯顿维拉的比赛中，卡什在比赛开始阶段就遭遇了胫骨骨折，这仅仅是他代表森林队出场的第五场比赛，就不得不远离球场三个月之久。卡什在11月25日森林队在奥克维尔球场客场5:2大胜巴恩斯利的比赛中伤愈复出，于第79分钟替补出场。三天后，卡什与英超豪门切尔西传出以500万英镑转会该队的传闻，但诺丁汉森林老板法华兹·艾哈沙维随即在社交媒体否认将在1月转会窗口出售这位中场球员。2017年1月4日，德甲联赛RB萊比錫队为了获得卡什提出了600万英镑的报价。
卡什在1月转会窗口关闭后留在了诺丁汉森林，于2017年3月3日与球队签订了一份新的合约，将其与俱乐部的合约期限延长到了2021年。

### 阿斯頓維拉
2020年9月3日，阿斯頓維拉以1600萬英鎊從诺丁汉森林簽下馬蒂·卡什，並提供為期五年的合約。
2020年9月21日，卡什在球隊對上雪菲爾聯的主場比賽中首次亮相。
2021年9月18日，卡什在英超聯賽3-0戰勝埃弗頓的比賽中為阿斯頓維拉打進了他的第一個進球。
2022年5月12日，在阿斯頓維拉的賽季結束頒獎典禮上，卡什被選為維拉2021-22賽季的球迷票選最佳球員。
2023年8月27日，卡什在英超聯賽3-1戰勝伯恩利的比賽中梅開二度，成為首位在英超完成梅開二度的波蘭人，這也是他代表阿斯頓維拉的第100次出場。

## 國家隊生涯
2021年11月1日，卡什首次被徵召到波蘭國家足球隊參加即將到來對陣安道爾和匈牙利的2022年世界盃外圍賽。11月12日，他在客場4-1戰勝安道爾的比賽中代表波蘭國家足球隊首次亮相。
2022年6月11日，卡什在對陣荷蘭的2022–23年歐洲國家聯賽A比賽中踢進在國家隊的首球。
2022年11月，卡什入選2022年國際足總世界盃大名單。11月22日，卡什在對陣墨西哥的2022年國際足總世界盃中達成在世界盃正賽的首秀。

## 個人生活
卡什是前職業足球運動員、AFC溫布頓助理教練斯圖爾特·卡什的兒子，他的兄弟亞當是半職業足球運動員。
卡什是波蘭人的後裔，他的母親是波蘭人。卡什的公民身份申請於2021年10月26日在華沙的馬佐夫舍省政府大樓簽署通過。他擁有英國、波蘭雙重國籍，卡什現在有資格入選波蘭國家足球隊。

## 生涯數據

### 國家隊
最後更新：2025年6月6日
| 國家隊 | 年分 | 出賽 | 進球 |
| ------ | ---- | ---- | ---- |
| 波蘭   | 2021 | 2    | 0    |
| 波蘭   | 2022 | 9    | 1    |
| 波蘭   | 2023 | 3    | 0    |
| 波蘭   | 2024 | 1    | 0    |
| 波蘭   | 2025 | 3    | 1    |
| 總計   | 總計 | 18   | 2    |

#### 國家隊進球
最後更新：2025年6月6日
| No. | 日期       | 比賽場地                     | 對手     | 比分 | 賽果 | 賽事                   |
| --- | ---------- | ---------------------------- | -------- | ---- | ---- | ---------------------- |
| 1.  | 2022.06.11 | 荷蘭, 鹿特丹, 飛燕諾球場     | 荷蘭     | 1-0  | 2-2  | 2022–23年歐洲國家聯賽A |
| 2.  | 2025.06.06 | 波蘭, 霍茹夫, 西利西亞體育場 | 摩尔多瓦 | 1-0  | 2-0  | 友誼賽                 |

## 榮譽

### 個人
- 诺丁汉森林賽季最佳球員：2019-20賽季[16]
- 阿斯頓維拉球迷票選最佳球員：2021-22賽季[8]

## 外部連結
- 足球数据库：馬蒂·卡什的球员统计数据
- Soccerway資料庫：馬蒂·卡什